# Яманаси (город)
Ямана́си (яп. 山梨市 Яманаси-си) — город в Японии, находящийся в префектуре Яманаси. Площадь города составляет 289,87 км², население — 35 467 человек (1 августа 2014), плотность населения — 122,35 чел./км².

## Географическое положение
Город расположен на острове Хонсю в префектуре Яманаси региона Тюбу. С ним граничат города Кофу, Косю, Фуэфуки, Титибу и село Каваками.

## Население
Население города составляет 35 467 человек (1 августа 2014), а плотность — 122,35 чел./км². Изменение численности населения с 1980 по 2005 годы:
| 1980 | 39 142 чел. |  |
| 1985 | 39 482 чел. |  |
| 1990 | 39 263 чел. |  |
| 1995 | 39 521 чел. |  |
| 2000 | 39 797 чел. |  |
| 2005 | 38 686 чел. |  |

## Символика
Деревом города считается сосна, цветком — рододендрон, птицей — Charadriidae.

## Города-побратимы
- Район Сяошань, Ханчжоу, Китай (1993)
- Су-Сити, США (2003)